# Aulonothroscus constrictor
Aulonothroscus constrictor is een keversoort uit de familie dwergkniptorren (Throscidae). De wetenschappelijke naam van de soort werd in 1839 gepubliceerd door Thomas Say.